# Russ
Pour les articles homonymes, voir Russ (homonymie).
Russ [ʁys] est une commune française située dans la circonscription administrative du Bas-Rhin et, depuis le 1er janvier 2021, dans le territoire de la Collectivité européenne d'Alsace, en région Grand Est.
Cette commune se trouve dans la région historique et culturelle d'Alsace.

## Géographie

### Localisation
Commune située en aval de Schirmeck sur la rive est de la Bruche, elle comprend un massif forestier relativement important qui s'étend sur l'abri de la Marbrière culminant à 505 mètres d'altitude et sur le col de Teufelsloch à 727 mètres d'altitude qui est situé entre les forêts de Russ et de Barembach, et qui comprend un abri situé sur la partie stéphanoise du col. Russ est arosée principalement par le ruisseau de Russ prenant sa source au Kohlplatz au cœur du massif forestier de Grendelbruch et se jetant dans la Bruche après avoir traversé l'agglomération. Muckenbach est également un ruisseau passant par le territoire  communal et prenant sa source dans les hauteurs de Grendelbruch mais se jette dans le ruisseau de Russ avant d'atteindre l'agglomération. Le village comprend plusieurs écarts et lieux-dits. Au sud, le lieu-dit Steinbach et au nord, les lieux-dits Bruyères et Schwartzbach.
Les villages limitrophes sont : Muhlbach-sur-Bruche au nord, près du lieu-dit Schwartzbach, Grendelbruch au nord-est, à l'est et au sud-est, près du lieu-dit Muckenbach, Barembach au sud et au sud-ouest, près du col de Teufelsloch, Schirmeck au sud-ouest, près du lieu-dit Steinbach et Wisches à l'ouest et au nord-ouest, avec séparation par la Bruche.
| Wisches   |      | Muhlbach-sur-Bruche |
|           | Russ |                     |
| Barembach |      | Grendelbruch        |

### Géologie
Au dix-neuvième siècle, on extrait des carrières de Russ un marbre gris qui remonte au milieu du Dévonien, à l’ère paléozoïque. On y trouve, fossilisées, des traces de lys de mer, ou crinoïdes, associés à des coraux. Ils révèlent une grande biodiversité. D'un âge dévonien un peu plus récent que les marbres de Russ, les schistes de Hersbach, à Wisches, témoignent d'un environnement rappelant les vasières littorales, où coexistent plantes terrestres et animaux marins.

### Hydrographie
La commune est dans le bassin versant du Rhin au sein du bassin Rhin-Meuse. Elle est drainée par la Bruche, le ruisseau Bass de Russ, le ruisseau de Muckenbach et le ruisseau le Steinbach,.
La Bruche, d'une longueur de 77 km, prend sa source dans la commune de Urbeis et se jette  dans l'Ill à Strasbourg, après avoir traversé 37 communes. Les caractéristiques hydrologiques de la Bruche sont données par la station hydrologique située sur la commune. Le débit moyen mensuel est de 5,81 m3/s. Le débit moyen journalier maximum est de 94,6 m3/s, atteint lors de la crue du 10 avril 1983. Le débit instantané maximal est quant à lui de 144 m3/s, atteint le 15 février 1990.

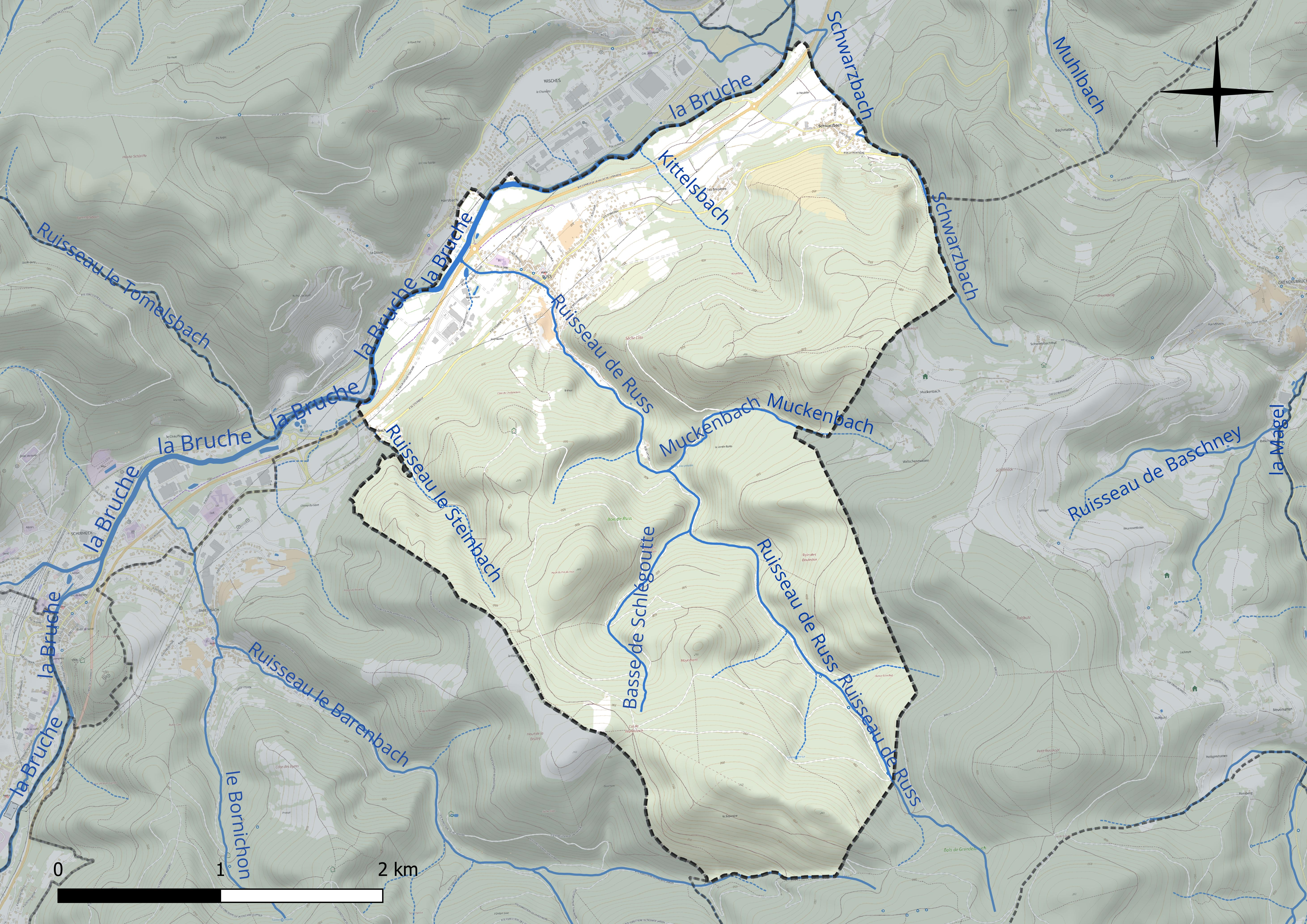
Réseau hydrographique de Russ.

### Climat
Pour des articles plus généraux, voir Climat du Grand Est et Climat du Bas-Rhin.
En 2010, le climat de la commune est de type climat de montagne, selon une étude du Centre national de la recherche scientifique s'appuyant sur une série de données couvrant la période 1971-2000. En 2020, Météo-France publie une typologie des climats de la France métropolitaine dans laquelle la commune est exposée à un climat semi-continental et est dans la région climatique  Vosges, caractérisée par une pluviométrie très élevée (1 500 à 2 000 mm/an) en toutes saisons et un hiver rude (moins de 1 °C). 
Pour la période 1971-2000, la température annuelle moyenne est de 9,9 °C, avec une amplitude thermique annuelle de 16,9 °C. Le cumul annuel moyen de précipitations est de 993 mm, avec 11,3 jours de précipitations en janvier et 11,5 jours en juillet. Pour la période 1991-2020, la température moyenne annuelle observée sur la station météorologique de Météo-France la plus proche, « Belmont », sur la commune de Belmont à 10 km à vol d'oiseau, est de 7,0 °C et le cumul annuel moyen de précipitations est de 1 341,9 mm. 
La température maximale relevée sur cette station est de 30,9 °C, atteinte le 5 juillet 2015 ; la température minimale est de −20,3 °C, atteinte le 20 décembre 2009,,. 
Les paramètres climatiques de la commune ont été estimés pour le milieu du siècle (2041-2070) selon différents scénarios d'émission de gaz à effet de serre à partir des nouvelles projections climatiques de référence DRIAS-2020. Ils sont consultables sur un site dédié publié par Météo-France en novembre 2022.

## Urbanisme

### Typologie
Au 1er janvier 2024, Russ est catégorisée petite ville, selon la nouvelle grille communale de densité à sept niveaux définie par l'Insee en 2022.
Elle appartient à l'unité urbaine de la Broque, une agglomération intra-départementale regroupant huit  communes, dont elle est une commune de la banlieue,,. Par ailleurs la commune fait partie de l'aire d'attraction de Strasbourg (partie française), dont elle est une commune de la couronne,. Cette aire, qui regroupe 268 communes, est catégorisée dans les aires de 700 000 habitants ou plus (hors Paris),.

### Occupation des sols
L'occupation des sols de la commune, telle qu'elle ressort de la base de données européenne d’occupation biophysique des sols Corine Land Cover (CLC), est marquée par l'importance des forêts et milieux semi-naturels (82,3 % en 2018), en diminution par rapport à 1990 (83,7 %). La répartition détaillée en 2018 est la suivante : forêts (82,1 %), prairies (10,3 %), zones urbanisées (6,9 %), espaces verts artificialisés, non agricoles (0,4 %), milieux à végétation arbustive et/ou herbacée (0,2 %). L'évolution de l’occupation des sols de la commune et de ses infrastructures peut être observée sur les différentes représentations cartographiques du territoire : la carte de Cassini (XVIIIe siècle), la carte d'état-major (1820-1866) et les cartes ou photos aériennes de l'IGN pour la période actuelle (1950 à aujourd'hui).

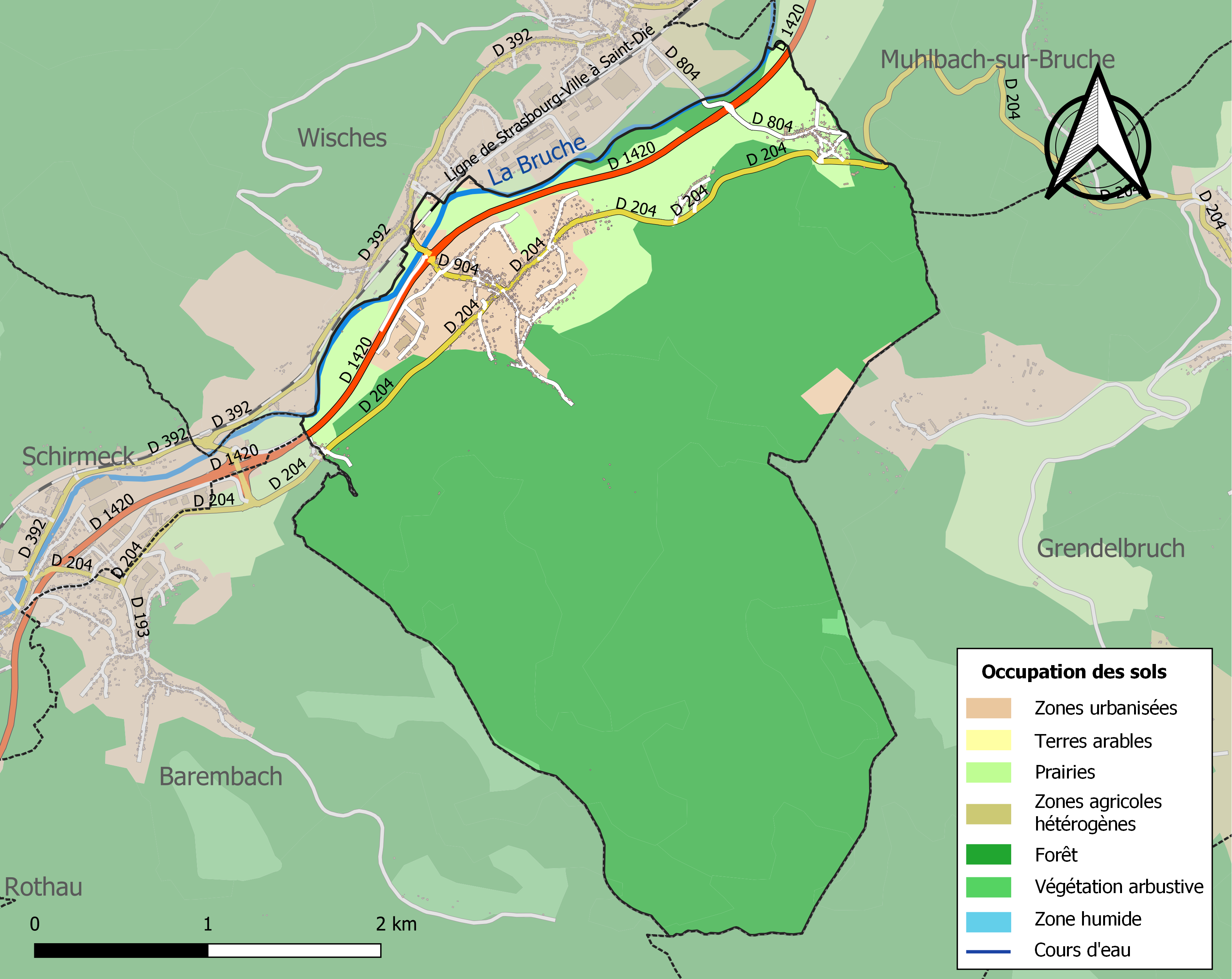
Carte des infrastructures et de l'occupation des sols de la commune en 2018 (CLC).

## Toponymie
1793 : Russ.

## Histoire
L’origine du nom de Russ est incertaine. La première mention de la localité date du Moyen Âge, en 1306. Elle provient de l’évêché de Strasbourg qui mentionne deux localités, OBERRUSS et NIEDERRUSS. Le nom d’ensemble serait RUGI ou NUZI, ce qui signifie pour le premier « ruisseau » et pour le deuxième « campagne », noms qui sont peut être d’origine celtique.Ces deux localités se trouvaient en dehors de l’emplacement actuel de la commune, aux lieux-dits Jardin Batlo, Fontaine du Benz et Basse du Gros Colas, endroits situés en pleine forêt. Peut-être à l’époque gallo-romaine existait-il déjà une petite tribu au lieu-dit Fontaine du Penz. Elle aurait subsisté jusqu’au Ve siècle. Plus tard, au Moyen Âge, apparaît une petite localité au lieu-dit Jardin Batlo, nommée a priori OBERRUSS, qui aurait existé jusqu’au début du XVe siècle, abandonnée à la suite d'un état d’extrême pauvreté.
La seconde localité nommée NIEDERRUSS aurait été active jusqu’en 1633, en pleine guerre de Trente Ans, pendant laquelle les troupes suédoises ravagèrent le village, dont subsiste le nom « la place brûlée ». Avant la guerre de Trente Ans, le village de Russ comptait 42 familles, dont 12 seulement survécurent après l’invasion suédoise. En 1760, on comptait à nouveau 72 familles. En 1666, Russ faisait partie du bailliage épiscopal de Schirmeck, et en 1761 formait une paroisse propre. À noter que l'église, qui était plutôt une grosse chapelle avec un clocher central, se trouvait à l’emplacement même du cimetière. Elle pouvait contenir environ 50 personnes. Dès 1540, cette église était mentionnée, alors que le village de Russ s’appelait RUOSE, en expression allemande. En français ou latin, le nom au fil des siècles fut : RUGI ou RUZI, puis RIG ou RIZ, et sans doute RUSS à partir de la Révolution de 1789.
Oberruss et Niederruss étaient groupés autour d’un cloître et d’un moulin. Vers 1800, des habitants de Russ auraient encore observé des ruines dans la forêt, ainsi que les restes du moulin dont le canal subsista encore longtemps après. Il semble que certaines maisons construites à l’époque, le furent avec des pierres provenant de ces ruines. Oberruss se trouvait près du hameau de Muckenbach. On y remarque un ruisseau et des résurgences d’eau. Un chemin est empierré, un peu comme à l’époque romaine. Un peu plus vers l’aval, on remarque un mur de pierre qui semble délimiter les pâturages des habitations. De nombreux entassements de pierres encore visibles, semblent indiquer l’emplacement des maisons. Il se peut qu’une carrière à ciel ouvert soit à l’origine de l’implantation de ces maisons. Niederruss se situait au cours le plus haut du ruisseau qui traverse le village du sud-est au nord-ouest. On y remarque encore des pierres le long d’un pré dit du Garde Forestier, ainsi que des tertres en escalier semblant indiquer l’emplacement d’habitations. Au XIXe siècle, cet endroit fut occupé par des charbonniers qui y travaillaient.
Pour récapituler, Russ était incluse dans le Saint-Empire romain germanique du haut Moyen Âge au traité de Ryswick (1697), évènement par lequel la commune redevint française. À compter que Russ était incluse, comme Wisches et Schirmeck, en 1793 dans le département du Bas-Rhin au canton de Rosheim, puis rapatriée dans le département des Vosges, dans le canton de La Broque, canton qui deviendra par la suite canton de Schirmeck en 1801. À la suite de la guerre franco-allemande de 1870, la localité redevient allemande jusqu'au traité de Versailles de 1919.

## Économie

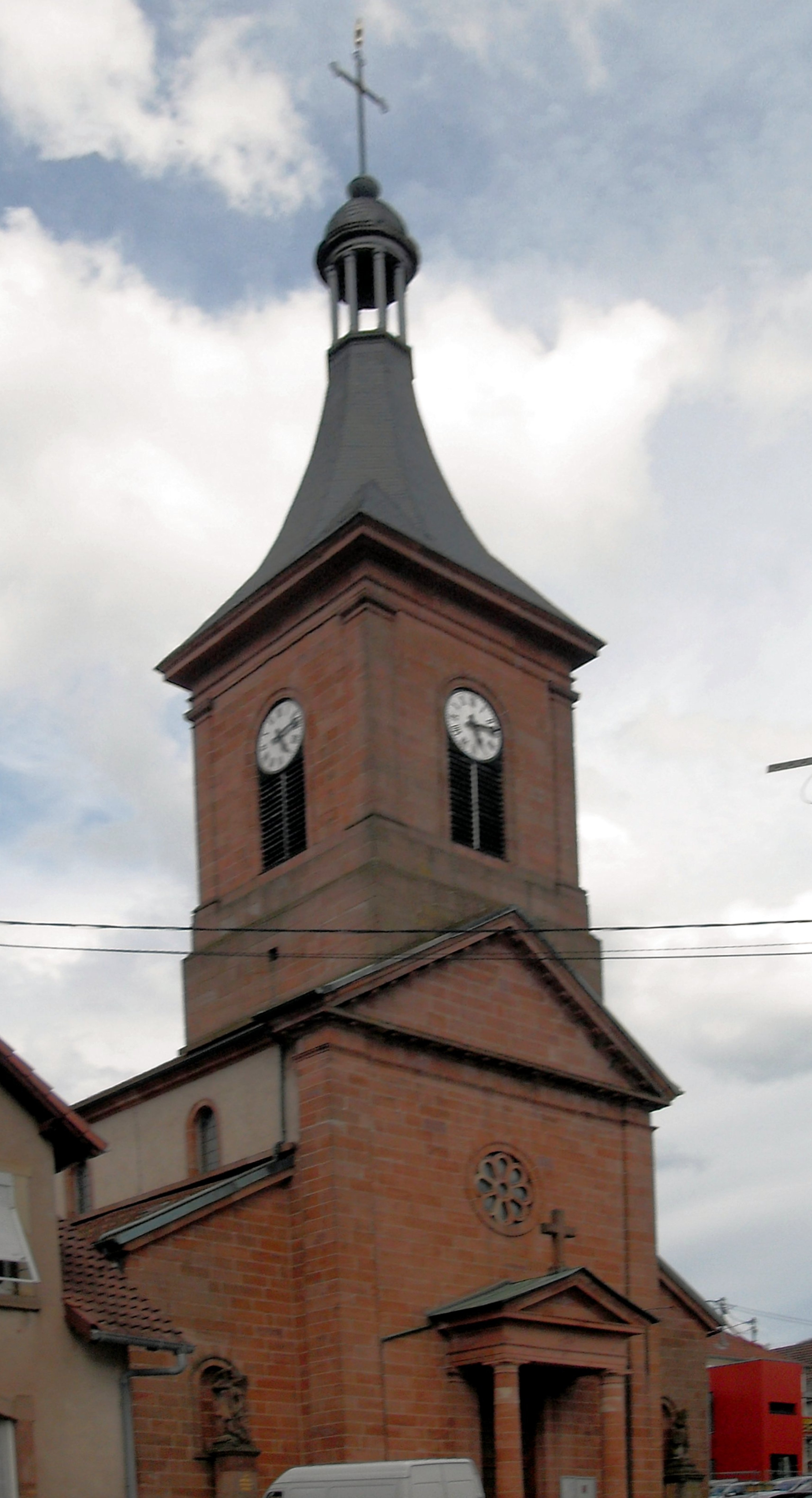
L'église Saint-Étienne.

## Politique et administration
| Période                                  | Période                   | Identité                                   | Étiquette | Qualité |
| ---------------------------------------- | ------------------------- | ------------------------------------------ | --------- | ------- |
| mars 2001                                | mars 2008                 | Léon Weissenberger                         | SE        |         |
| mars 2008                                | 2014                      | Jean-Louis Renaudin                        | PS        |         |
| 2014                                     | En cours (au 31 mai 2020) | Marc Girold Réélu pour le mandat 2020-2026 | SE        | Artisan |
| Les données manquantes sont à compléter. |                           |                                            |           |         |

## Démographie
L'évolution du nombre d'habitants est connue à travers les recensements de la population effectués dans la commune depuis 1793. Pour les communes de moins de 10 000 habitants, une enquête de recensement portant sur toute la population est réalisée tous les cinq ans, les populations de référence des années intermédiaires étant quant à elles estimées par interpolation ou extrapolation. Pour la commune, le premier recensement exhaustif entrant dans le cadre du nouveau dispositif a été réalisé en 2008.

En 2022, la commune comptait 1 233 habitants, en évolution de −2,38 % par rapport à 2016 (Bas-Rhin : +3,17 %, France hors Mayotte : +2,11 %).
| 1793 | 1800 | 1806 | 1821 | 1831 | 1836  | 1841  | 1846  | 1851  |
| ---- | ---- | ---- | ---- | ---- | ----- | ----- | ----- | ----- |
| 703  | 815  | 882  | 910  | 956  | 1 077 | 1 124 | 1 151 | 1 187 |

| 1856  | 1861  | 1866  | 1871 | 1875 | 1880 | 1885 | 1890 | 1895 |
| ----- | ----- | ----- | ---- | ---- | ---- | ---- | ---- | ---- |
| 1 078 | 1 106 | 1 111 | 978  | 906  | 926  | 893  | 823  | 793  |

| 1900 | 1905 | 1910 | 1921 | 1926 | 1931 | 1936 | 1946  | 1954  |
| ---- | ---- | ---- | ---- | ---- | ---- | ---- | ----- | ----- |
| 872  | 912  | 900  | 911  | 922  | 940  | 937  | 1 002 | 1 004 |

| 1962  | 1968  | 1975  | 1982  | 1990  | 1999  | 2006  | 2008  | 2013  |
| ----- | ----- | ----- | ----- | ----- | ----- | ----- | ----- | ----- |
| 1 036 | 1 001 | 1 015 | 1 142 | 1 113 | 1 182 | 1 219 | 1 229 | 1 282 |

| 2018  | 2022  | - | - | - | - | - | - | - |
| ----- | ----- | - | - | - | - | - | - | - |
| 1 244 | 1 233 | - | - | - | - | - | - | - |

## Culture locale et patrimoine

### Lieux et monuments
- Gare de Russ - Hersbach.
- Église Saint-Étienne.

### Héraldique
| Blason de Russ | Blason  | De gueules à saint Étienne de carnation, vêtu d'or en diacre, tenant de sa dextre une palme du même et de sa senestre un livre aussi d'or sur lequel sont posés trois cailloux d'argent. |
| Blason de Russ | Détails | Le statut officiel du blason reste à déterminer. |